# Előpatások
Az előpatások (Paenugulata) az emlősök közé tartozó Afrotheria öregrend egy csoportja. A csoport ma is élő képviselői az ormányosok, a tengeritehenek, és a szirtiborz-alakúak rendjei. Elnevezésük onnan ered, hogy a régebbi rendszertanok a patások (páros- és páratlanujjúak) evolúciójának korán levált ágának tartották.

## Rendszerezés
- †Embrithopoda rend
- †Desmostylia rend
- szirtiborz-alakúak (Hyracoidea) rendje
- ormányosok (Proboscidea) rendje
- tengeritehenek (Sirenia) rendje